# Stadtmobil

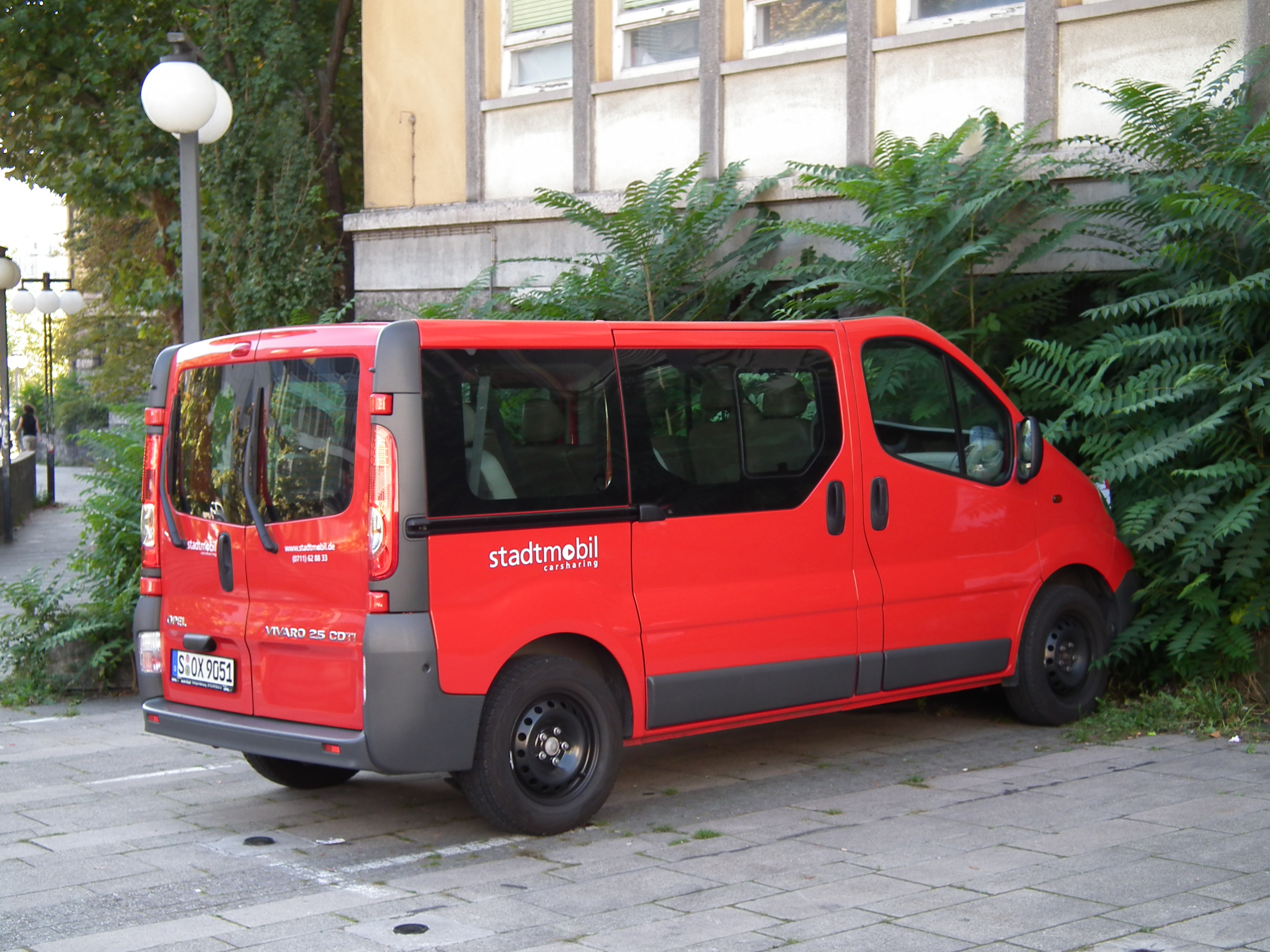
Kleinbus von Stadtmobil

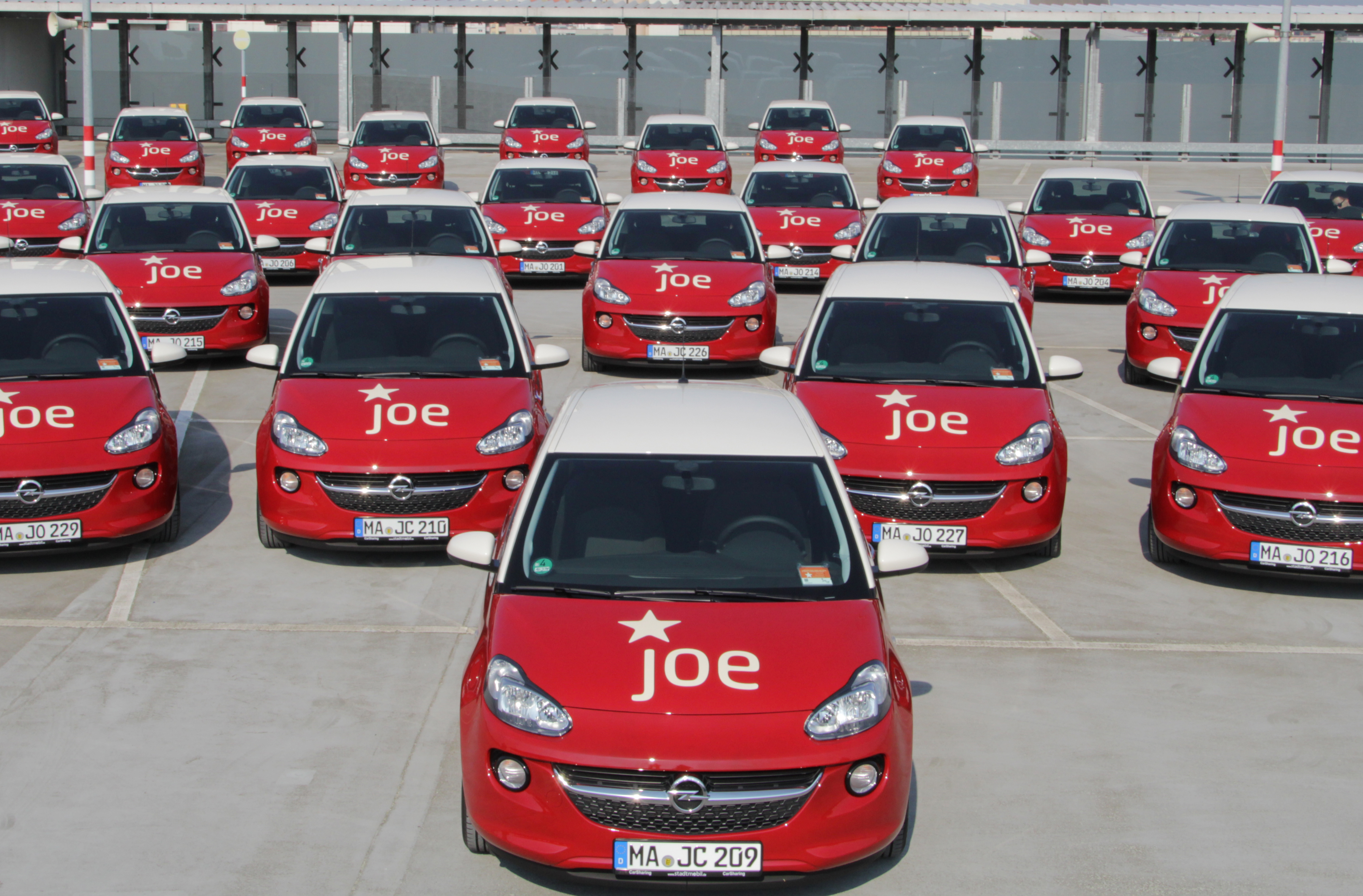
JoeCar-Flotte von Stadtmobil

Stadtmobil oder stadtmobil carsharing ist eine Marke und Carsharing-Verbund, der im Jahr 1999 gegründet wurde.

## Geschichte
Die Stadtmobil-Gruppe wurde 1999 durch Stadtmobil Karlsruhe, Rhein-Neckar und Stuttgart gegründet. Stadtmobil Rhein-Main wurde 2000 aus der Gruppe heraus gegründet. In den Jahren 2002 bis 2006 wurde Stadtmobil Hannover (ehemals Ökostadt/teilAuto Hannover) in die Gruppe integriert. 2007 wurde die Stadtmobil Berlin, im Jahr 2009 als jüngster Teil der Gruppe die Stadtmobil Rhein-Ruhr gegründet.
Mittlerweile besteht die Unternehmensgruppe aus den Carsharing-Unternehmen Stadtmobil Berlin GmbH, Stadtmobil Hannover GmbH, Stadtmobil Karlsruhe GmbH & Co. KG, Stadtmobil Rhein-Neckar AG, Stadtmobil Rhein-Main GmbH, Stadtmobil Rhein-Ruhr GmbH, Stadtmobil Stuttgart AG und stadtmobil Trier. Diese arbeiten im Bereich Marktauftritt, Beschaffung und Software eng zusammen. Für den Bereich Carsharing-Software und Carsharing-IT-Infrastruktur hat die Gruppe ein gemeinsames Software-Unternehmen, die cantamen GmbH, gegründet. Die Software von cantamen nutzen insgesamt rund 40 Carsharing-Organisationen in Deutschland, Großbritannien, Norwegen, Portugal und Schweden.

## Angebot
Stadtmobil ist ein sogenannter „klassischer“ Carsharing-Anbieter, der Fahrzeuge für stationsbasiertes Carsharing bereitstellt (siehe Organisationsmodelle Carsharing). Das bedeutet, dass die Autos vor der Fahrt im Voraus reserviert werden können und an einer bestimmten Station abgeholt und zum Buchungsende auch wieder dorthin zurückgebracht werden (§ 2 Nr. 4 des Carsharinggesetzes). Durch eine Partnerschaft mit anderen Carsharing-Firmen ist es möglich, in weiteren Städten Fahrzeuge zum gleichen Tarif zu buchen. Die Buchung erfolgt telefonisch, über eine Website oder über eine App. Seit 2012 bieten einzelne Unternehmen der Stadtmobil-Gruppe zusätzlich nicht stationsgebundenes („free-floating“) Carsharing an (in Hannover seit 2012 das Projekt „stadtflitzer“, in Mannheim und Heidelberg seit 2013 das Projekt „JoeCar“, in Essen das Projekt „stadtteilmobil“, in Berlin-Pankow seit 2015 das Projekt "Kiezflitzer" und in Karlsruhe seit Juni 2018 "stadtflitzer"). Dabei können die Autos in einem Bediengebiet an beliebiger Stelle abgeholt und zurückgebracht werden, ohne auf einem festen Stellplatz abgestellt zu werden. Der Kunde findet die Autos via Smartphone oder im Vorbeigehen. Die Benutzung ist nur per App möglich, eine Reservierung ist nur wenige Minuten vor Nutzungsbeginn möglich; ein Buchungsende muss nicht festgelegt werden. 
Die Fahrzeugklassen werden dabei in Kleinstwagen, Kastenwagen, Kleinwagen, Kompaktklasse, Mittelklasse, Kleinbusse und Kleintransporter unterschieden. Zusätzlich bietet Stadtmobil verschiedene Tarifmodelle an, wobei die Mietkosten je nachdem variieren. Dabei entstehende Gemeinkosten wie Treibstoff oder Energie sowie Fahrzeugreinigung sind in den Mietkosten vollständig einkalkuliert, einzig die Betankung selbst wird bei Bedarf durch den Fahrzeugführer selbstständig durchgeführt. Diese Kosten werden durch eine im Fahrzeug befindliche Flottenkarte oder Überweisung auf das angegebene Bankkonto des Fahrzeugführers wieder getilgt.

## Kennzahlen und Standorte
Im Januar 2023 hatte Stadtmobil in Deutschland rund 100.000 Kunden, denen sie mehr als 4.000 Fahrzeuge an rund 1.500 Stationen zur Verfügung stellt. Stadtmobil-Stationen gibt es in insgesamt 133 deutschen Städten und Gemeinden.
Beim Carsharing-Test der Stiftung Warentest im Mai 2012 schnitt Stadtmobil mit der Note "Gut" (2,2) ab, im Mai 2020 wurde dieses Prädikat wiederholt und es wurden unter anderem die im Vergleich zu anderen Anbietern sehr günstigen Mietkosten positiv hervorgehoben. Stadtmobil wurde im Jahr 2012 mit dem Blauen Engel ausgezeichnet. stadtmobil Rhein-Neckar ist seit 2019 gemeinwohlzertifiziert.